# Cantiere navale di Trieste
Il cantiere navale di Trieste è uno stabilimento del gruppo Fincantieri, gestito in parte direttamente e in parte dalla società Nuovo Arsenale Cartubi.
Ha un'antica tradizione di circa tre secoli, quando agli inizi del XVII secolo Trieste andò sviluppandosi come importante città marittima anche in conseguenza del declino di Venezia.
Nel 1719 a Trieste per volere di Carlo VI veniva istituito il porto franco, dopo che il 2 giugno 1717 da parte dello stesso sovrano c'era stata la promulgazione della Patente Sovrana che permetteva a chi si metteva sotto bandiera austriaca di commerciare liberamente nell'Adriatico. Tali provvedimenti costituirono un'importante spinta alla crescita delle attività marinare e commerciali della città e la necessità di adeguare la flotta mercantile determinarono uno sviluppo delle attività cantieristiche.

## Le origini
In quel periodo operava a Trieste il piccolo squero dell'antica Confraternita di San Nicolò, ubicato fuori delle mura cittadine, ed adibito principalmente a piccole costruzioni e riparazioni.
Nel 1719 venne costituita a Vienna, la Compagnia Orientale, per gli scambi commerciali soprattutto con il Mediterraneo orientale, che avendo bisogno di una propria flotta per i propri traffici commerciali decise di aprire un proprio cantiere navale, acquistando nel 1720 un terreno fuori le mura cittadine nella zona delle saline, che vennero interrate, costruendo un cantiere con i relativi depositi di legnami e di materiali. Nel 1723 il cantiere venne rilevato dal governo austriaco per la costruzione dell'arsenale, che venne poi trasferito a Fiume. Con il fallimento della Compagnia Orientale il cantiere venne demolito intorno nel 1740 e lo squero della Confraternita di San Nicolò rimase l'unico cantiere navale cittadino.
Nel 1753 a Trieste venne fondata da Maria Teresa d'Austria l'Imperial Regia Scuola Nautica.
Nel 1770 la direzione dello "Squero San Nicolò" venne affidata a Giuseppe Panfilli. A causa dello sviluppo urbanistico di Trieste lo "Squero San Nicolò" cessò l'attività nel 1789 ed alla famiglia Panfilli venne assegnato uno squero che era stato impiantato nel 1770 e successivamente nel 1788 era stato notevolmente ampliato nella sua superficie. Per distinguerlo dal vecchio "Squero di San Nicolò" venne denominato "Squero nuovo" o "Squero Panfilli". Il nuovo cantiere disponeva di otto scali per la costruzione di navi grandi e di altri cinque per la costruzione di navi di minore portata e per oltre mezzo secolo venne considerato uno degli stabilimenti tecnicamente meglio attrezzati del Mediterraneo.
Nel 1787 nelle vicinanze del vecchio Lazzaretto San Carlo, oggi sede del Civico Museo del Mare, sorse anche un altro cantiere che sarebbe stato chiuso nel 1825 a causa di lavori di sistemazione del litorale.
Il Cantiere Panfilli avrebbe cessato la sua attività nel 1851, quando iniziarono i lavori per la ferrovia e sarebbe stato totalmente demolito nel 1853.

## Lo Squero San Marco
La cantieristica moderna a Trieste nasce con Gaspare Tonello che, giunto a Trieste da Venezia nel 1819 con l'incarico di insegnare costruzione navale alla Scuola Nautica di Trieste avviò una collaborazione con lo Squero Panfilli e nel 1839 impiantò il Cantiere a San Marco, inaugurato ufficialmente il 21 marzo 1840. Con Tonello la cantieristica triestina passò da una fase di costruzione artigianale ad una costruzione industriale. In quel periodo, in cui la costruzione navale con l'adozione dell'elica e l'impiego del ferro negli scafi fece grandi progressi tecnici, Gaspare Tonello, nel corso di 30 anni d'insegnamento all'Imperial Regia Scuola Nautica di Trieste, formò la nuova generazione di costruttori navali triestini.
Gaspare Tonello tuttavia era un grande ingegnere navale ma non un uomo di finanza ed una prima crisi economica lo costrinse a vendere nel 1840 il cantiere con facoltà di riscatto rimanendo però alla direzione del cantiere e nel 1842 riuscì a risollevarsi con la realizzazione di due piroscafi per l'Österreichischer Lloyd. Gaspare Tonello nel 1849 morì improvvisamente lasciando la gestione dei cantieri al fratello Giuseppe.
Lo squero, vista la posizione, riparata sia dallo scirocco che dalla bora, venne requisito dalla Marina imperiale austriaca. per la realizzazione dell'arsenale, ma nel 1858 anno dell'apertura dell'Arsenale di Pola lo squero venne dismesso e rilevato nuovamente da Giuseppe Tonello che continuò l'opera del fratello ampliando e migliorando le attrezzature. Nel cantiere vennero realizzate in quel periodo molte navi per la Marina Imperiale, tra le quali spicca la pirofregata corazzata Juan de Austria. Nel 1869 però la morte improvvisa di Giuseppe Tonello bloccò tutti i piani di ammodernamento e ingrandimento del cantiere che, venduto dagli eredi di Giuseppe Tonello, dopo un periodo di decadenza che comportò la perdita delle commesse militari, nel 1877 venne definitivamente chiuso.

## Arsenale Lloyd
Nel 1836 venne fondata a Vienna la compagnia di navigazione Österreichischer Lloyd-Lloyd Austriaco che nel dicembre 1837 decideva di impiantare a Trieste una propria officina di riparazioni, in un edificio situato presso il vecchio lazzaretto. L'officina, che nel 1839 venne ingrandita e dotata di nuovi macchinari fu in forma embrionale il primo arsenale Lloyd. Nel 1853 per la manutenzione e le riparazioni periodiche delle proprie navi la compagnia decise la realizzazione a Trieste, nel vallone di Muggia, di un grande e moderno cantiere navale da destinare non solo alle riparazioni ma anche alla costruzione di nuove navi sia in ferro che in legno, dotato di officine e macchinari per la costruzione di piroscafi e motori. La posa della prima pietra per la costruzione del cantiere, denominato Arsenale Lloyd avvenne il 30 maggio 1853 alla presenza dell'Arciduca Ferdinando Massimiliano. L'opera realizzata dall'architetto danese Hans Christian Hansen venne ultimata nel 1861.
Il ruolo di Trieste vide crescere la sua importanza nel 1857 con il completamento del collegamento ferroviario con Vienna, realizzato dalla Imperial regia privilegiata società delle ferrovie meridionali (in tedesco Kkp Südbahngesellschaft: Kaiserlich königliche privilegierte Südbahngesellschaft) da cui il nome di Ferrovia Meridionale, che facilitava il trasporto delle merci dal porto verso le regioni dell'Europa centro-orientale; in quel periodo Trieste era il principale porto dell'Impero Asburgico. Tuttavia, il suo quasi esclusivo impiego in produzioni commissionate dalla società madre ben presto finì per ostacolarne lo sviluppo e già sul finire dell'Ottocento, l'Arsenale veniva superato dal S. Rocco e soprattutto dal vicino S. Marco. Nel 1911 il Lloyd chiuse la sua attività di costruzione e ridotto nelle sue dimensioni a meno di un terzo di quelle iniziali, da allora fu impiegato in lavori di riparazione e raddobbo.

## Stabilimento Tecnico Triestino
Nel 1830 Georg Strudthoff aprì una piccola officina per la riparazione dei motori navali a vapore e nel 1835 aprì in località Sant'Andrea una fabbrica di motori ed una fonderia per la produzione di macchine a vapore. Queste attività sviluppandosi vennero integrate in un complesso che prese la denominazione di Fabbrica Macchine Sant'Andrea.
Nel 1857 lo stesso Strudthoff impiantò sull'arenile di Muggia il “Cantiere San Rocco” su un terreno che la sua famiglia aveva acquistato nel 1850 dal comune di Muggia, nei pressi della chiesetta di San Rocco, allo scopo di ampliare la propria attività. Nel 1858 le due attività di Strudthoff confluirono in un unico complesso industriale che prese la denominazione di Stabilimento Tecnico Triestino.
Nel corso degli anni nel "Cantiere San Rocco" sarebbero state costruite sia navi mercantili che militari. In questo cantiere la fregata Novara della Marina Asburgica, che tra il 1857 e il 1859 aveva affrontato a scopo scientifico la circumnavigazione del globo, tra il 1861 e il 1862 venne sottoposta a lavori di modernizzazione nel corso dei quali venne montata una motrice alternativa e trasformata da nave a vela a nave a vapore e riclassificata fregata ad elica.
Nel 1895 lo “Stabilimento Tecnico Triestino” rilevò il vecchio "Cantiere a San Marco", in posizione più favorevole e più protetta rispetto al "Cantiere San a Rocco". Il "Cantiere a San Marco" era più vicino alla Fabbrica Macchine Sant’Andrea e poteva eventualmente avvalersi della costruzione di un raccordo ferroviario per il trasporto dei motori sulle navi in costruzione. Con l'acquisizione del “Cantiere San Marco” lo “Stabilimento Tecnico Triestino” si trasformò in un soggetto industriale di grande rilevanza.
La compagnia acquisì i finanziamenti necessari e per i lavori di ricostruzione del cantiere che durarono due anni, e nel 1897 nel "Cantiere a San Marco" ristrutturato, avvenne il primo varo. Molti macchinari del "San Rocco" vennero spostati al "San Marco". La parte più consistente dei lavori di ricostruzione venne fatta su un terreno che era stato acquisito da Giuseppe Tonello e mai utilizzato, nel quale vennero costruiti due scali dove impostare gli scafi delle navi. Il cantiere vanne anche dotato di una gru a ponte acquistata dagli Stati Uniti e che scorreva su un binario tra i due scali. Venne anche allestita all'interno del cantiere una piccola rete ferroviaria, dove potevano essere spostate anche alcune gru che collegava fra loro le officine e gli scali. Nel 1910 sarebbe iniziata anche la costruzione di un pontone-gru capace di sollevare carichi pesanti come caldaie e torrette di corazzate, ma a causa dello scoppio del primo conflitto mondiale la costruzione di questo pontone-gru, denominato "Ursus" non venne portata a termine ed il pontone durante il conflitto venne usato come deposito di materiale per sommergibili.

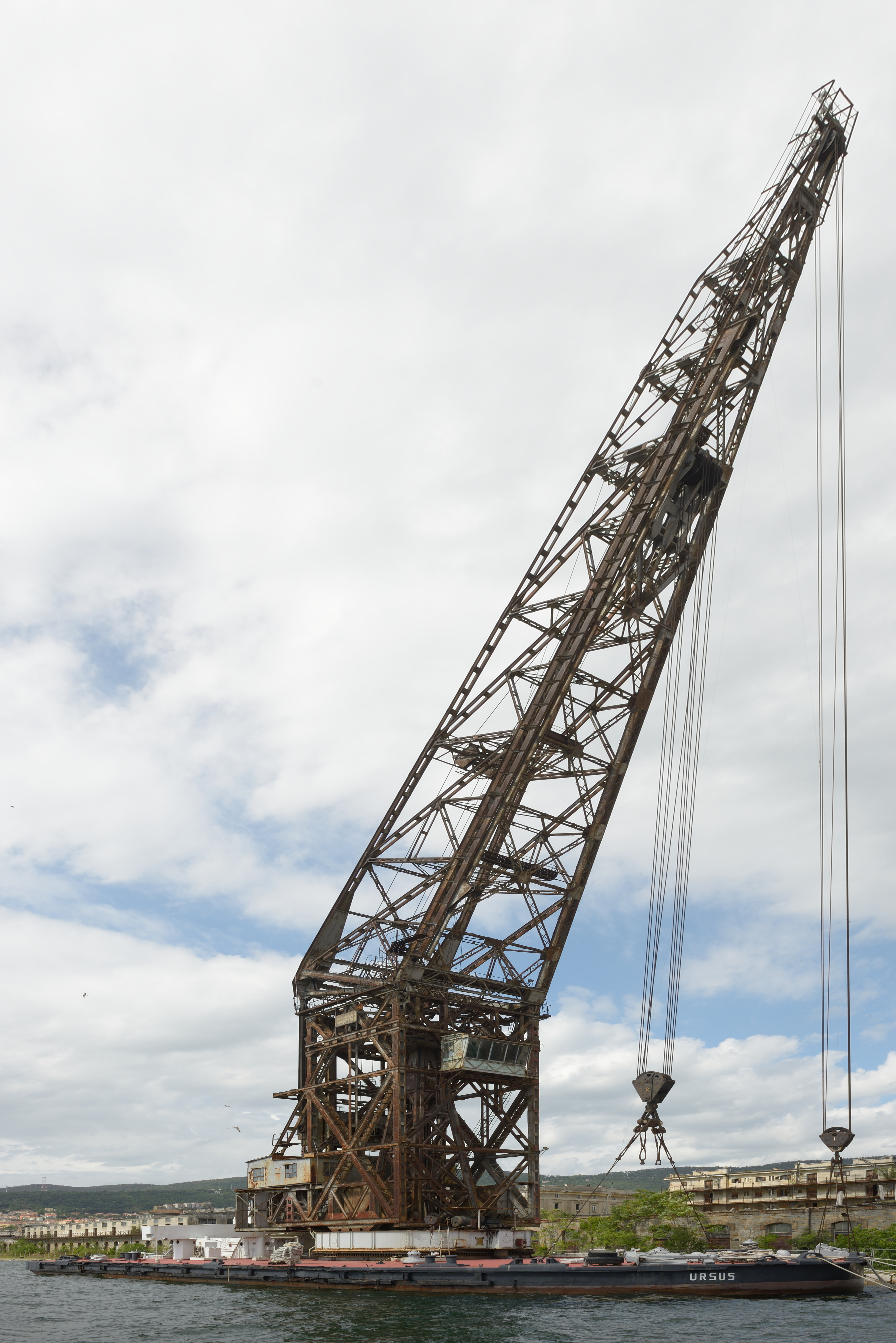
Il pontone Ursus nel 2017

Il cantiere ricevette dal governo soprattutto le commesse militari che in precedenza erano le principali realizzazioni del "San Rocco", dove tra il 1858 e il 1897 erano state costruite oltre 300 navi tra mercantili e militari, venne usato solo per le riparazioni e la manutenzione delle navi esistenti e la sua maggioranza azionaria passò a Vienna. Lo Stabilimento Tecnico Triestino si procurò dalla Parsons Ltd la licenza esclusiva per la costruzione di motori marini a turbina per la Monarchia Austro-Ungarica e per i paesi balcanici.
Nel 1909 l'Arsenale Lloyd venne costituito in una società le cui azioni vennero ripartite al 50% fra lo Stabilimento Tecnico Triestino e il Lloyd Austriaco ed a partire dal 1912, dopo che i piroscafi ”Helouan” e ”Abbazia" furono gli ultimi a scendere dai suoi scali, venne utilizzato solamente per le riparazioni.
Nel 1911 vennero acquistati dallo Stabilimento Tecnico Triestino i cantiere di Linz e di Galați portando la società ad esordire nella cantieristica fluviale.
Il Cantiere "San Rocco" ricevette un impulso allo sviluppo dall'intervento statale con le costruzioni di nuove navi che ripresero nel 1908 e fino al 1929, ultimo anno di autonomia del cantiere, vi furono realizzate 78 navi. Nel 1910 si trasformò in S.A. Cantiere Navale S. Rocco, che apparteneva per il 50% al Lloyd Austriaco e per il 50% allo “Stabilimento Tecnico Triestino”.
Il "San Rocco" nel 1914 aveva cinque bacini la cui misura variava tra 350 e 500 piedi, tre dei quali riservati alla costruzione di navi militari, un bacino di carenaggio di 350 piedi e un bacino galleggiante di 400 piedi. La società aveva inoltre un proprio stabilimento a Muggia per la costruzione di motori e caldaie e per la produzione su licenza britannica di turbine a vapore Parsons. Negli anni che precedettero la prima guerra mondiale, le maestranze aumentarono progressivamente da 2 700 a circa 3 200 lavoratori.
Dopo l'ingresso dell'Italia nel primo conflitto mondiale contro gli Imperi centrali tra cui l'Austria-Ungheria, lo “Stabilimento Tecnico Triestino” assunse la denominazione tedesca Austriawerft al posto della denominazione in italiano. L'Impero asburgico stipulò con Austriawerft un contratto per la costruzione di due nuove navi militari durante la guerra, ma la loro costruzione venne annullata nel 1915, probabilmente a causa della perdita da parte della società di manodopera qualificata, richiamata alle armi a causa della guerra contro l'Italia. Anche il contratto per la costruzione di due sommergibili venne annullata a causa della mancanza di tecnici specializzati.
Numerose furono le unità militari realizzate dallo “Stabilimento Tecnico Triestino” anteriormente allo scoppio del primo conflitto mondiale per la imperiale e regia Marina dell'Impero austro-ungarico.
Tra le unità costruite nel Cantiere San Rocco sono da citare:
- Pirofregate corazzate Classe Erzherzog Ferdinand Max
  - Erzherzog Ferdinand Max
  - SMS Habsburg
- Corazzata Classe Kronprinzessin Erzherzogin Stefanie
  - Kronprinzessin Erzherzogin Stefanie
- Incrociatore protetto Classe Kaiser Franz Joseph I
  - SMS Kaiser Franz Joseph I
- incrociatori corazzati Classe Kaiserin und Königin Maria Theresia:
  - SMS Kaiserin und Königin Maria Theresia varato il 29 aprile 1893
  - SMS Kaiser Karl VI varato il 4 ottobre 1898
- Navi da battaglia Classe Monarch:
  - SMS Wien varato il 6 luglio 1895
  - SMS Budapest varato il 27 aprile 1896

Tra le navi da guerra realizzate al "San Rocco" la nave da battaglia "Vasilissa Olga" costruita per la Grecia, varata il 18 gennaio 1870 e completata il 21 novembre dello stesso anno.
Tra le unità costruite nel Cantiere San Marco sono da citare:
- Incrociatori da battaglia Classe Habsburg:
  - SMS Habsburg varato il 9 settembre 1900
  - SMS Árpád varato l'11 settembre 1901
  - SMS Babenberg varato il 4 ottobre 1902
- Incrociatori da battaglia Classe Erzherzog Karl:
  - SMS Erzherzog Karl varato il 4 ottobre 1903
  - SMS Erzherzog Friedrich varato il 30 aprile 1904
  - SMS Erzherzog Ferdinand Max varato il 21 maggio 1905
- Navi da battaglia Classe Radetzky:
  - SMS Erzherzog Franz Ferdinand nel 1908
  - SMS Radetzky nel 1909
  - SMS Zrinyi nel 1910
- Navi da battaglia Classe Tegetthoff:
  - SMS Viribus Unitis: varata il 24 giugno 1911
  - SMS Tegetthoff: varata il 21 marzo 1912
  - SMS Prinz Eugen: varata il 30 novembre 1912

## Cantiere Navale Triestino
Nel 1907 a Monfalcone, non lontano da Trieste, si aggiunse un nuovo impianto, progettato e finanziato dalla famiglia Cosulich, che aveva l'esigenza di costruirsi da sé le navi della compagnia di navigazione di cui la famiglia Cosulich era proprietaria. Il cantiere, ufficialmente costituito il 3 aprile 1908, assunse la denominazione di Cantiere Navale Triestino. A partire dall'inizio degli anni trenta le storie dei cantieri di Trieste e Monfalcone si sarebbero a lungo intrecciate.

## I primi anni di Trieste italiana
Dopo il passaggio di Trieste all'Italia la proprietà dello "Stabilimento Tecnico Triestino" passò in mano italiana. Il pacchetto di maggioranza delle azioni, di proprietà della banca viennese “Credit Anstalt”, venne rilevato dalla Banca Commerciale Italiana, mentre altri azionisti dello "Stabilimento Tecnico Triestino" diventarono la Navigazione Libera Triestina, la Cosulich Società Triestina di Navigazione e il Lloyd Triestino. Agli altri azionisti austriaci andò il cantiere di Linz sul Danubio.
Il passaggio azionario sembrava aprire prospettive favorevoli per lo "Stabilimento Tecnico Triestino" i cui nuovi proprietari, i Cosulich, erano gli stessi del "Cantiere di Monfalcone", che erano stati pesantemente danneggiati durante il conflitto, al contrario degli stabilimenti della "Fabbrica Macchine Sant'Andrea" e del "Cantiere San Rocco" che non avevano subito danni. Avendo i cantieri già acquisito un pacchetto con almeno una quindicina di ordini, in massima parte dalla “Libera Navigazione Triestina”, azionista dello "Stabilimento Tecnico Triestino", i lavori ripresero subito ed alla fine del 1919 il personale raggiunse 1 700 dipendenti, con nuove commesse che arrivavano anche dalla Regia Marina.
L'inizio degli anni venti invece smentì queste prospettive favorevoli. La sovrabbondanza di navi inglesi ed americane avanzate dalla prima guerra mondiale disponibili a prezzi stracciati, il contemporaneo blocco delle immigrazioni negli Stati Uniti e il blocco delle esportazioni di cereali verso la Russia, dilaniata dalla guerra civile, segnarono l'inizio di una crisi. Contemporaneamente la società “Libera Navigazione Triestina” venne costretta ad annullare alcune commesse al cantiere a causa della mancanza di contributi da parte dello stato italiano per la costruzioni di navi impostate prima del passaggio di Trieste all'Italia. Tra le commesse annullate anche la costruzione di 4 navi, impostate nel 1919, per le quali il cantiere aveva già ordinato i materiali per la loro costruzione. Tali circostanze causarono una serie di licenziamenti che coinvolse tutto il personale, operai, tecnici ed ingegneri con il personale che si ridusse a 300 lavoratori.
Nel corso di una vertenza sindacale il 1º marzo 1921 le officine vennero incendiate con danni per circa 7 milioni di lire dell'epoca che vennero solo in parte risarciti dalle assicurazioni e che causarono la chiusura del cantiere per sei settimane. Per riaprire il cantiere anche i dipendenti si autotassarono racimolando 1 milione di lire dell'epoca e dopo la riapertura i cantieri lavorarono per quattro mesi a regime ridotto. Per fronteggiare la crisi e mantenere i livelli occupazionali venne aperta un'officina di carpenteria metallica per usi principalmente terrestri denominata “Officina Ponti e Gru”. L'officina produceva gru, ponti e serbatoi e per usi navali produceva gru per scialuppe di salvataggio, argani da carico e argani per le ancore. Vennero anche acquistate le Officine “Gas Compressi”.
Nel 1923 iniziò la ripresa, in quanto la Marcia su Roma del 28 ottobre 1922 e l'avvento del fascismo al governo mise fine alle agitazioni sindacali. Il governo fascista riuscì a dirimere la disputa per i contributi statali con la società “Libera Navigazione Triestina” che riprese la costruzione di 3 delle 4 navi ordinate nel 1919. La “Fabbrica Macchine Sant'Andrea” acquisì la licenza per la costruzione e l'utilizzazione sulle navi costruite al “Cantiere San Marco” dei motori diesel "Burmeister & Wain" che all'epoca erano i più richiesti.
Nel 1924 il cantiere riceve un'importante commessa militare con il contratto per la costruzione dell'incrociatore Trieste e alcune commesse da altre compagnie marittime. Le commesse incrementarono i livelli occupazionali del cantiere e il numero di dipendenti passò da 300 del 1923 a 3 300 nel 1927. Fra le navi realizzate in questo periodo le motonavi “Romolo” e “Remo”, le navi gemelle “Viminale” ed “Esquilino”, varate al “San Rocco” ed allestite al “San Marco”, la nave passeggeri di lusso “Victoria”, costruita per il Lloyd Triestino ed il transatlantico Conte Grande, realizzato per la compagnia Lloyd Sabaudo di Genova e costruito a tempo di record in soli 16 mesi de lavoro e che fino all'entrata in servizio del Conte di Savoia e del Rex fu il più veloce transatlantico italiano. Nello stesso periodo l'Officina Ponti e Gru consegnò 8 gru de banchina e 16 capannoni per il porto di Alessandria d'Egitto e vari ponti ferroviari tra cui quelli sui fiumi Po, Tagliamento e Livenza.

## Le officine aeronautiche
Nella vicina Monfalcone intanto nel 1923 furono aperte le Officine Aeronautiche in quanto la famiglia Cosulich aveva rivolto il suo interesse alla navigazione aerea ed era proprietaria dal 1921 della Società Italiana Servizi Aerei (SISA), nata con lo scopo di gestire una scuola di volo per piloti di idrovolanti civili e militari, oltre che per effettuare voli turistici, pubblicitari e di collegamento tra le città italiane diventando così una delle prime compagnie aeree commerciali italiane.
Nei primi anni di attività la direzione tecnica e progettuale venne affidata all'ingegner Raffaele Conflenti, il quale venne successivamente affiancato in qualità di vicedirettore tecnico da Filippo Zappata un giovane cui venne affidato il Reparto Sperimentale. Il personale specializzato in campo aeronautico, come piloti collaudatori, montatori e motoristi, venne reclutato principalmente dalla SISA mentre le maestranze vennero prelevate dall'attività cantieristica, portando con loro tutta l'esperienza carpentieristica necessaria alla realizzazione degli scafi in legno e di costruzione metallica.
Con l'apertura delle officine aeronautiche la denominazione degli stabilimenti di cui la famiglia Cosulich era proprietaria venne cambiata da Cantiere Navale Triestino in Cantieri Aeronautici e Navali Triestini.
Nelle officine sarebbero stati prodotti numerosi velivoli, sia civili che militari. Il primo velivolo di successo uscito dalle officine di Monfalcone fu il biplano trimotore CANT 6, successo continuato in campo militare con i modelli CANT 7 e CANT 18, utilizzati dal 1923 nelle scuole di volo della neonata Regia Aeronautica, ed in campo civile con i CANT 10 e CANT 22, utilizzati dal 1926 per i primi servizi di linea.

## Cantieri Riuniti dell'Adriatico
Nel 1929 il pacchetto azionario dello Stabilimento Tecnico Triestino di proprietà delle compagnie di navigazione venne rilevato totalmente dalla Banca Commerciale Triestina che lo cedette a sua volta alla Banca Commerciale Italiana che essendo già proprietaria del “Cantiere Navale Triestino” di Monfalcone ne decise la fusione in un unico gruppo, che comprendeva lo Stabilimento Tecnico Triestino, il Cantiere "San Rocco" e il cantiere di Monfalcone. Presidente della società, la cui denominazione era Cantieri Riuniti dell'Adriatico, l'ammiraglio Umberto Cagni. La prima costruzione impostata dopo quel giorno avrebbe avuto un numero progressivo aumentato de 330 unità, che erano il numero delle navi impostate sino a quel giorno sugli scali di Monfalcone. Fino al 1970, anno dell'ultimo varo effettuato al "San Marco" i due cantieri avrebbero avuto la numerazione delle costruzioni in comune. Nel gruppo che era sorto i lavori vennero così ripartiti: le nuove costruzioni sarebbero state realizzate a Monfalcone e al "San Marco" mentre il "San Rocco" sarebbe stato utilizzato per trasformazioni e riparazioni.
Le Officine Aeronautiche mantennero la denominazione CANT, acronimo di Cantieri Aeronautici e Navali Triestini.
La società risultava così articolata:
- Direzione generale a Trieste
  - Cantiere San Marco a Trieste
  - Cantiere San Rocco a Trieste
  - Fabbrica Macchine Sant'Andrea (FMSA) a Trieste
  - Cantiere Navale Triestino a Monfalcone allora in provincia di Trieste, ora in provincia di Gorizia; il Cantiere Navale Triestino di Monfalcone e le Officine Aeronautiche presero la nuova denominazione di CRDA CANT

Tra le società affiliate, si ricordano:
- La S.A. Fonderie e Officine di Gorizia
- Officine Ponti e Gru di Trieste
- Il Cantiere Scoglio Olivi di Pola
- la S.A. Gas Compressi di Trieste
- la S.A. Cantieri Navali e Officine Meccaniche (CNOMV) di Venezia
- la S.A. Esercizio Bacini di Venezia

La società, grazie all'integrazione tra gli stabilimenti di Monfalcone, Trieste, Venezia e Pola, diede luogo a un polo navalmeccanico all'avanguardia nella produzione di motori, macchine elettriche e velivoli che arrivò a contare, immediatamente prima dello scoppio del secondo conflitto mondiale, 12000 dipendenti. I Cantieri Riuniti dell'Adriatico contribuirono inoltre anche all'istituzione dell'"Ufficio Tecnico di Unificazione Navale (UNAV)" con sede a Genova.

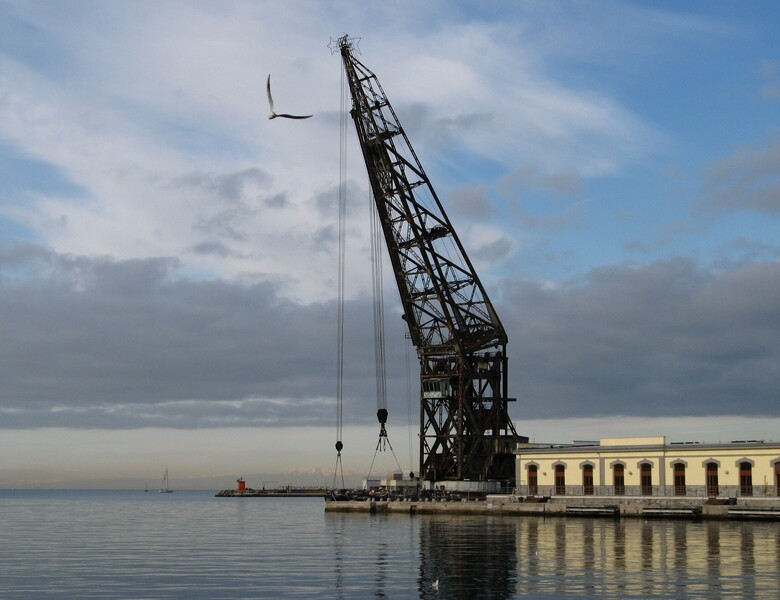
Il pontone Ursus nel porto di Trieste

La prima importante realizzazione della nuova società fu l'allestimento dell'incrociatore Fiume che era stato varato dallo "Stabilimento Tecnico Triestino" nell'aprile 1930. Nell'estate dello stesso anno venne completato l'allungamento del secondo scalo, in previsione della costruzione del transatlantico Conte di Savoia. Per l'allestimento del grosso transatlantico era necessaria una gru dall'enorme potenza per rendere possibile il sollevamento dei rotori degli stabilizzatori giroscopici del grande transatlantico, che completi di cassa e struttura d'imbrago pesavano circa 150 tonnellate ciascuno e per rendere possibile la cosa, nel 1931 venne completato dalle “Officine Ponti e Gru” il pontone-gru “Ursus” che avrebbe servito sino agli anni novanta e negli anni tra le due guerre sarebbe stato usato anche dal cantiere di Monfalcone e per la realizzazione della diga foranea del porto nuovo triestino. Attualmente il pontone Ursus dopo un grosso restauro avvenuto nel 1975, quando al pontone venne rifatta la parte dello scafo e vennero sostituiti gli originari motori con altri diesel di nuova tipologia, molto più leggeri, e dopo essere stato messo in disarmo alla fine del 1994 ed essere rimasto in attesa di demolizione al Cantiere San Marco è stato utilizzato per l'installazione, avvenuta il 17 marzo 2009, di una centralina meteo.

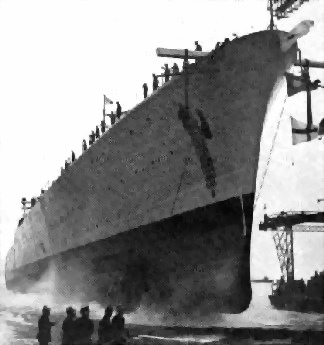
Il varo dell'incrociatore Garibaldi il 21 aprile 1936

Oltre al transatlantico “Conte di Savoia” in quel periodo vennero realizzati il traghetto “Cariddi” e l'incrociatore leggero della Classe Condottieri Cadorna, mentre alla “Fabbrica Macchine Sant'Andrea” vennero commissionati i motori per l'incrociatore Giovanni dalle Bande Nere in costruzione a Castellammare di Stabia. Grazie a queste commissioni il gruppo C.R.D.A. non risentì per i primi due anni della crisi del 1929 e in quel periodo era il primo al mondo con ben 110 992 tonnellate varate e ben 3 900 operai, cifre che saranno superate solo nel 1939 e nel 1942 con le costruzioni di guerra. Tuttavia quando dopo la consegna del “Conte di Savoia” quando in costruzione era rimasto solamente il “Cadorna” la forza lavoro scese a 700 dipendenti.
Nel 1932 su iniziativa del governo venne fondato l'IRI e nel 1933 il gruppo C.R.D.A. entrò nell'orbita dell'Istituto per la Ricostruzione Industriale. Nello stesso anno le Officine Aeronautiche, furono riorganizzate e potenziate e nel 1935-1936 fu appositamente allestito l'aeroporto di Ronchi dei Legionari, dove poter testare i nuovi modelli CANT. Inoltre tra il 1926 e il 1935 furono realizzati presso i cantieri CRDA CANT di Monfalcone circa 140 velivoli su licenza SIAI e gli aerei usciti dalle officine conquistarono 40 record mondiali, mentre per volere di Italo Balbo il capo designer diventò Filippo Zappata che aveva lavorato con Louis Blériot.

Il varo della corazzata Vittorio Veneto il 25 luglio 1937

La gestione della famiglia Cosulich durò incontrastata fino al 1933, quando i Cantieri Riuniti dell'Adriatico entrarono nell'orbita dell'IRI, tuttavia i Cosulich continuarono a godere la massima fiducia della nuova proprietà, tanto da rimanere alla direzione del cantiere fino al 1949, anno della morte di Augusto Cosulich.
Dal punto di vista tecnico in quel periodo si affermò l'uso della saldatura elettrica al posto della chiodatura, soprattutto sulle navi militari. Grazie a questa tecnica le migliorie furono tali da convincere la Regia Marina ad affidare al “San Marco” la costruzione della corazzata Vittorio Veneto.
Con il perdurare fino al 1937 della crisi delle costruzioni civili presso gli stabilimenti C.R.D.A. vennero effettuate prettamente costruzioni militari, campo nel quale gli stabilimenti raggiunsero un'alta specializzazione.
Nel “Cantiere San Marco” venne realizzato l'incrociatore leggero Garibaldi, varato il 21 aprile 1936 e completato il 1º dicembre 1937 e vennero ricostruite le corazzate Conte di Cavour e Andrea Doria, che risalivano alla prima guerra mondiale, quindi alla presenza del re Vittorio Emanuele e della regina Elena il 25 luglio 1937, venne varata la corazzata Vittorio Veneto, mentre il 18 settembre 1938 alla presenza del capo del governo Benito Mussolini, insieme al varo di due mercantili commissionati dalla compagnia Achille Lauro, avvenne la cerimonia della posa del primo elemento della chiglia della nave da battaglia Roma.
Le costruzioni di nuove navi ripresero a partire dal 1938 anche al "Cantiere San Rocco" e saranno oltre 20 le navi realizzate sotto la gestione dei Cantieri Riuniti dell'Adriatico fino al 1958, anno in cui il cantiere venne acquistato dalla Micoperi di Milano.
Nel 1940, l'Arsenale Lloyd venne scorporato dal Lloyd Triestino, divenendo una società indipendente controllata dall'IRI Arsenale Triestino SpA.

### Seconda guerra mondiale
Allo scoppio del secondo conflitto mondiale gli stabilimenti C.R.D.A. tra i cantieri del "San Marco", del "San Rocco" e di Monfalcone e della "Fabbrica Macchine Sant'Andrea" raggiunsero 21 000 dipendenti, numero che non sarebbe stato mai più raggiunto. Tra le navi in costruzione sugli scali del "San Marco" due incrociatori antiaerei per il Siam che nel dicembre 1941 vennero requisiti dalla Regia Marina per essere trasformati in incrociatori di scorta e da trasporto e ribattezzati “Vesuvio” ed “Etna”, che non vennero mai ultimati e dopo essere stati catturati dai tedeschi in seguito alle vicende armistiziali quando il loro allestimento era stato completato al 60% vennero sabotati da incursori italiani ed affondati per evitare che potessero essere ultimati dai tedeschi. I loro scafi sarebbero stati recuperati dopo la guerra. Nel 1941 a Trieste fece ritorno il “Conte di Cavour”, gravemente danneggiato durante la notte di Taranto, ma per l'esigenza di costruire unità di scorta i lavori di riparazione vennero rallentati e all'armistizio dell'8 settembre 1943 non erano stati ancora completati. Il 22 gennaio 1942 a Trieste giunse la corazzata Impero che varata il 15 novembre 1939 presso il Cantiere navale di Sestri Ponente durante la fase di allestimento poco prima dell'inizio della seconda guerra mondiale, per allontanarla da possibili attacchi da parte francese, venne spostata in un primo momento a Brindisi e in seguito, prima a Venezia quindi a Trieste, ritenuta più al sicuro. Anche in questo caso il suo allestimento venne rinviato dal momento che la Regia Marina preferì concentrare gli sforzi verso la costruzione di unità di scorta, in quel momento ritenute più utili allo sforzo bellico, come cacciatorpediniere e torpediniere, tanto che tra il 1º marzo ed il 3 maggio 1942 nel "Cantiere San Marco" vennero varate a tempo di record 4 torpediniere della Classe Ciclone: “Ciclone”, “Fortunale”, “Tifone” ed “Uragano”. Il 14 giugno del 1942 fu consegnata alla Regia Marina la corazzata Roma, mentre nello stesso periodo al "San Marco" arrivò dalla Regia Marina un'ulteriore commessa di 8 corvette di scorta antisommergibile della Classe Gabbiano i cui scafi vennero impostati tra maggio e giugno ed i cui nomi erano Chimera, Danaide, Driade, Fenice, Flora, Pomona, Sfinge e Sibilla. Complessivamente nel “Cantiere San Marco” tra giugno 1942 e l'8 settembre 1943 vennero varate 8 corvette e 4 torpediniere ed impostati sugli scali gli scafi di altre 6 corvette e 2 cacciatorpediniere.
Alla proclamazione dell'armistizio Trieste venne occupata dai tedeschi entrando a far parte dell'Adriatisches Küstenland e già nei giorni immediatamente successivi presero il controllo del cantiere ordinando di tralasciare la costruzione delle corazzate e degli incrociatori imposero la continuazione dei lavori sulle 6 corvette per incorporarle nella Kriegsmarine. Il 10 giugno 1944 cominciarono i bombardamenti anche su Trieste con tutte le strutture industriali legate ai Cantieri dell'Adriatico pesantemente danneggiate con la conseguenza che le attività lavorative vennero drasticamente ridotte. Nonostante i tentativi di riparazione delle unità navali requisite dai tedeschi i continui bombardamenti paralizzarono ogni attività. Nel corso di due distinti attacchi aerei nel febbraio 1945 a pochi giorni di distanza vennero affondate le corazzate "Impero" e "Conte di Cavour" i cui scafi vennero recuperati dopo la guerra e demoliti.
Anche il cantiere di Monfalcone fu bombardato dalla RAF il 19 marzo, il 4 e il 20 aprile 1944. Questi bombardamenti distrussero completamente le Officine Aeronautiche e i velivoli in costruzione e soltanto il cantiere nel dopoguerra sarebbe stato ricostruito, mentre le Officine Aeronautiche avrebbero cessato la loro produzione.

## Dal dopoguerra ad oggi
Il dopoguerra e la ricostruzione furono uno dei momenti più alti per la cantieristica nazionale e vide prodigarsi, con grande spirito di sacrificio, a tutti i livelli, il personale che vi operava, dai massimi dirigenti agli operai, nell'opera di ricostruzione degli impianti e della flotta, adottando soluzioni nuove ed economiche. A Monfalcone uno dei massimi protagonisti fu il direttore del Cantiere Nicolò Costanzi e già nel 1950, era stato demolito il relitto del Conte di Savoia, costruito nel "Cantiere San Marco" di Trieste all'inizio degli anni trenta, ed eseguito il riallestimento del Conte Biancamano.
Nel 1951 a Trieste e Monfalcone vennero varati rispettivamente i transatlantici gemelli Augustus e Giulio Cesare, primo transatlantico italiano ad essere stato costruito nel dopoguerra. Il "Biancamano", che riprese la navigazione nel 1949 sulle rotte dirette in Nord e Sud America, fu la prima unità della rinnovata flotta mercantile italiana e al suo riallestimento collaborarono pittori come Massimo Campigli, Mario Sironi, Roberto Crippa.
Per Trieste la ricostruzione del cantiere fu più difficoltosa rispetto a Monfalcone, vista la situazione incerta della città che faceva parte del Territorio Libero di Trieste e solo ad ottobre 1954 tornò all'Italia, così come Muggia che perse però parte del suo territorio che venne incorporato nella Jugoslavia. Durante il periodo dell'occupazione titina di Trieste c'era stato un tentativo di furto del pontone Ursus da parte delle truppe titine, sventato da un pattugliatore britannico.

Il transatlantico Raffaello

L'Arsenale Triestino, gravemente danneggiato dai bombardamenti del 1944 e 1945, dopo la guerra fu ricostruito e rimodernato assorbendo nel 1959 il Cantiere San Rocco, che a sua volta nel 1958 era stato parzialmente venduto dai Cantieri Riuniti dell'Adriatico alla Micoperi di Milano, sotto la cui gestione venne utilizzato fino al 1972 solo per manutenzione e riparazione e dal 1972 solo per carenaggio: La Micoperi nel 1982 cedette poi il "Cantiere San Rocco" ad una società con interessi nel campo immobiliare che avrebbe sviluppato e realizzato il progetto Marina di Porto San Rocco, un porto turistico attiguo al cantiere. Nel 2003 i Cantieri San Rocco sono stati acquisiti da Dreaming Group e vi vengono svolte le attività di refitting, rimessaggio, manutenzione ordinaria e straordinaria, assistenza e riparazione post-vendita. Gli anni successivi hanno visto la ripresa del cantiere navale che nel 2010 è tornato all'attività produttiva con la costruzione di una linea di barche per il marchio Filippetti Yacht.. Il primo modello è una navetta di 26 metri.
Nel corso di questi anni tra le commesse militari la fregata elicotteristica Bergamini, mentre negli anni sessanta il Cantiere di Trieste dovette affrontare un periodo di crisi e venne prospettata la chiusura, nonostante la costruzione per la Società Italia Navigazione del transatlantico Raffaello, varato il 24 marzo 1963 con madrina del varo la Signora Giuliana Merzagora la moglie dell'allora Presidente del Senato Cesare Merzagora.
Nell’ottobre 1965 venne istituita una Commissione interministeriale di studio per i cantieri navali, meglio nota come Commissione Caron, il cui compito era quello di proporre un nuovo assetto per la cantieristica pubblica. Al termine dei lavori, la Commissione suggerì, da un lato, di ridurre il numero degli stabilimenti e dall’altro di consolidare gli stabilimenti che s’intendeva mantenere in attività. Nell’ottobre 1966, ispirandosi alle conclusioni della commissione il Comitato interministeriale per la programmazione economica varò un piano che prevedeva, fra l’altro, la nascita di una società, la Italcantieri – Cantieri Navali Italiani, società facente parte della galassia IRI, in cui confluirono gli stabilimenti di costruzione navale a partecipazione statale dell'Ansaldo dei Cantieri Riuniti dell'Adriatico e della Navalmeccanica.
All'inizio del 1966, il governo elaborò un piano di riordino della cantieristica nazionale che prevedeva un nuovo raggruppamento denominato Italcantieri – Cantieri Navali Italiani, società facente parte della galassia IRI, in cui confluirono il cantiere navale di Monfalcone, il cantiere di Castellammare di Stabia e il Cantiere navale di Sestri Ponente gli stabilimenti di costruzione navale a partecipazione statale, i Cantieri Riuniti dell'Adriatico di Monfalcone e il Cantiere navale di Castellammare di Stabia.
Nel 1966, ultimo anno societario, i Cantieri Riuniti dell'Adriatico risultavano così composti:
- Sede e Direzione Centrale a Trieste
  - Cantiere San Marco a Trieste
  - Officine Ponti e Gru a Trieste
  - Fabbrica Macchine Sant'Andrea (FMSA) a Trieste
  - Fonderie ghisa e bronzo a Trieste
  - Cantiere Navale di Monfalcone

La società Italcantieri fondata il 22 ottobre 1966 con sede in Trieste era così articolata:
- Sede e direzione generale a Trieste
  - Cantiere navale di Monfalcone (GO)
  - Cantiere navale di Sestri Ponente di Sestri Ponente che veniva così separato dall'Ansaldo
  - Cantiere navale di Castellammare di Stabia (NA)

Il "cantiere San Marco" e la "Fabbrica Macchine Sant'Andrea" non entrarono a far parte della Italcantieri e i cambiamenti societari portarono all'accorpamento nel 1970, in seguito al Piano CIPE, del cantiere San Marco e dell'Arsenale Triestino. Dalla fusione dei due cantieri venne costituito l'Arsenale Triestino San Marco che venne utilizzato solamente per riparazioni, trasformazioni navali e costruzioni speciali del Mediterraneo e non più per nuove costruzioni e dove l'ultimo varo di un'imbarcazione, una motonave da carico, è avvenuto il 16 marzo 1968.
La "Fabbrica Macchine Sant'Andrea" in seguito ai nuovi assetti societari veniva così separata dopo oltre un secolo dal "Cantiere San Marco" e venne costituita una joint-venture tra L'IRI e la FIAT, tramite la sua divisione Grandi Motori, in base alla quale le due società rilevavano la "Fabbrica Macchine Sant'Andrea" accordandosi per trasferire le rispettive produzioni di grossi motori diesel in una nuova società, chiamata Grandi Motori Trieste alla quale veniva attribuito l’obiettivo di assolvere all’intera produzione nazionale di propulsori marini diesel. L'accordo prevedeva anche la costruzione di un nuovo e moderno stabilimento a Bagnoli della Rosandra, nel comune di San Dorligo della Valle, in provincia di Trieste al confine della Slovenia.
Dopo l'entrata in funzione del nuovo stabilimento, la produzione venne spostata da Sant'Andrea a Bagnoli, ed i vecchi impianti vennero dimessi. In quella sede sorge oggi un palazzo direzionale del gruppo Fincantieri, la Società finanziaria del gruppo IRI che nel 1984 assunse direttamente il controllo di tutta la cantieristica pubblica inglobando l'Italcantieri e che nello stesso anno ha rilevato la stessa "Grandi Motori Trieste" che intanto era detenuta al 50% da Finmeccanica. Lo stabilimento di Bagnoli della Rosandra costituisce invece oggi la sede della Wärtsilä Italia, facente parte della Wärtsilä Corporation finlandese che nel 1999 ha acquistato "Grandi Motori Trieste" da Fincantieri.
Nel 1984 il "Cantiere San Marco" passò sotto la diretta gestione della Fincantieri e tale passaggio comportò la fine del suo stato di società indipendente, per divenire uno degli stabilimenti della Divisione Riparazioni e Trasformazioni della nuova società. Chiuso nel 1993, l'Arsenale passava sotto il controllo della Divisione Costruzioni mercantili di Trieste, per concludere la sua attività nel 1996, con il progressivo trasferimento degli operai rimasti al cantiere di Monfalcone.
Dalla fine degli anni novanta parte del cantiere navale "San Marco" è gestito dal "Nuovo Arsenale Cartubi" le cui attività dall'area della Lanterna sono state trasferite negli spazi del "San Marco". Il cantiere conta su una forza lavoro, compreso l'indotto, di circa 300 persone svolgendo attività di costruzione, manutenzione e riparazione ed è in grado di impostare navi sino a 200 metri di lunghezza, facendo ricorso all'utilizzazione di tecnologie d'avanguardia e nuovi materiali. Il cantiere, il 26 ottobre 2008, dopo oltre 40 anni, ha visto il varo di una nave, la gassiera da carico “Rystraum” costruita per l'armatore norvegese Utkilen, specializzato nei trasporti di prodotti chimici via mare. La nave è stata consegnata con considerevole ritardo, nel 2012, in seguito al fallimento del Cantiere navale "De Poli" di Pellestrina, che ne aveva ottenuto in origine l'appalto per poi affidare i lavori alla Cartubi.
Il cantiere oggi rimane specializzato in trasformazioni, riparazioni e manutenzioni straordinarie e ordinarie.
L'Arsenale Triestino San Marco del gruppo Fincantieri, che ha nel Nuovo Arsenale Cartubi uno dei principali partners, gestisce il Bacino 3 che è nell'area ex Lloyd Triestino ed è utilizzato come bacino carenaggio per yacht, e il Bacino 4, l'ex bacino San Marco, che viene utilizzato come bacino di carenaggio per le grandi navi e che nel 2013 è stato impiegato dalla Fincantieri per la trasformazione della Carnival Destiny in Carnival Sunshine, che con un costo di oltre 155 milioni di dollari rappresenta il più grande restauro di sempre per una nave da crociera.
Mentre i Bacini 1 e 2 nell'area ex Lloyd Triestino sono gestiti dal gruppo Ocean, per le manutenzione dei mezzi della propria flotta (rimorchiatori, bettoline e chiatte) e di terzi.

## Archivio
L’Archivio del complesso industriale Arsenale triestino di San Marco, attivo nelle costruzioni e nelle riparazioni navali, è stato depositato dalla Fincantieri CNI spa presso l’Archivio di Stato di Trieste; comprende, riunita nel fondo denominato, appunto, Arsenale triestino San Marco (estremi cronologici: 1861-1962), anche documentazione proveniente dal Lloyd austriaco, dal Lloyd Triestino e dai Cantieri riuniti dell'Adriatico.